# Estação
Estação là một đô thị thuộc bang Rio Grande do Sul, Brasil. Đô thị này có diện tích 100,266 km², dân số năm 2007 là 6086 người, mật độ 60,7 người/km².